# 厚边蕨
厚边蕨（学名：Crepidopteris humilis）为膜蕨科厚边蕨属下的一个种。种加名 humilis 意为“矮的”。
现为厚边蕨Crepidomanes humile (G.Forst.) Bosch的异名。归入假脉蕨属。